# Université-de-Montréal (metrostation)
Université-de-Montréal is een metrostation in het stadsdeel Côte-des-Neiges–Notre-Dame-de-Grâce van de Canadese stad Montréal. Het station werd geopend op 4 januari 1988 en wordt bediend door de blauwe lijn van de metro van Montréal. Ernaast ligt de universiteit van Montréal.

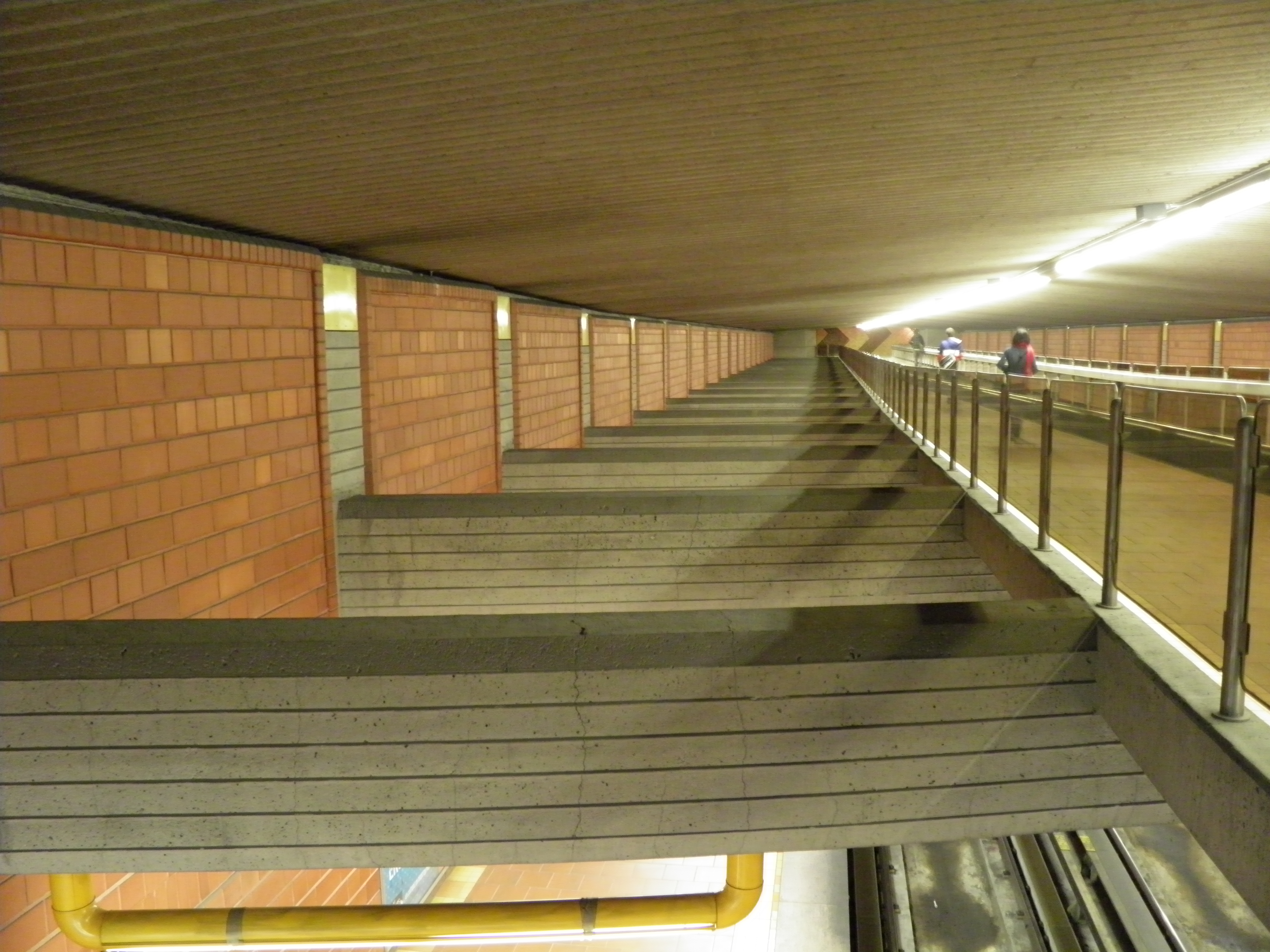
passage binnen het station